# Leskovac (gmina miejska Lazarevac)
Leskovac (cyr. Лесковац) – wieś w Serbii, w mieście Belgrad, w gminie miejskiej Lazarevac. W 2011 roku liczyła 779 mieszkańców.